# Bisbat de Nancy
El bisbat de Nancy (francès: Diocèse de Nancy, llatí: Dioecesis Nanceiensis) és una seu de l'Església Catòlica a França, sufragània de l'arquebisbat de Besançon. Al 2016 tenia 675.086 batejats sobre una població de 745.398 habitants. Actualment està regida pel bisbe Jean-Louis Henri Maurice Papin.
Els bisbes de Nancy porten el títol de Primat de Lorena.

## Territori

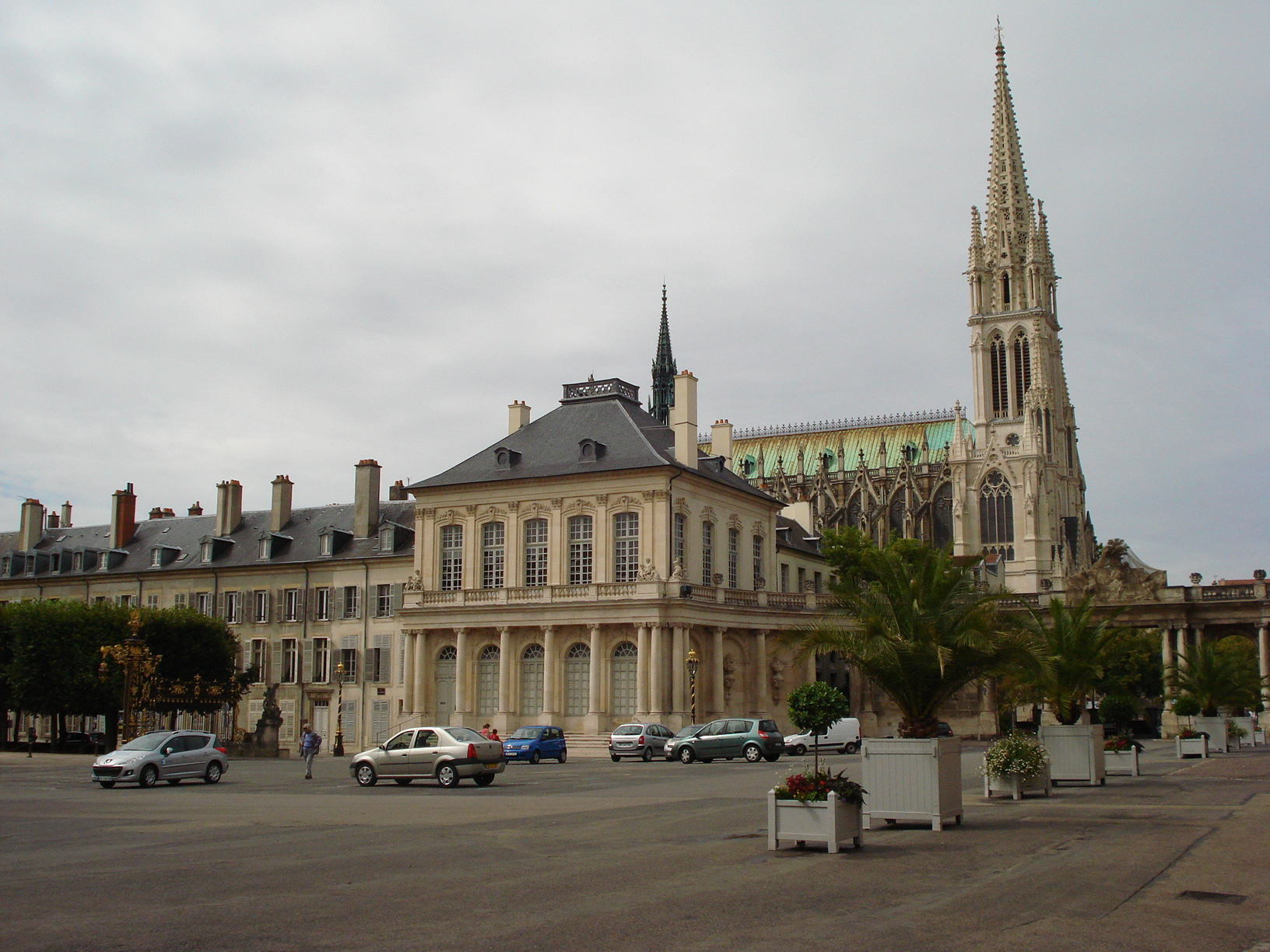
La basílica de sant Apró (Basilique Saint-Epvre) a Nancy.

La diòcesi comprèn el departament francès de Meurthe i Mosel·la.
La seu episcopal és la ciutat de Nancy, on hi ha la catedral de l'Anunciació. A Toul es troba l'antiga catedral de sant Esteve. A més, a la diòcesi hi ha cinc basíliques menors: Nostra Senyora de Lorda, Sagrat Cor i Sant Apró a Nancy, Nostra Senyora de Sion a Saxon-Sion, i Sant Nicolau a Saint-Nicolas-de-Port.
El territori s'estén sobre 7.692 km², i està dividit en 55 parròquies, agrupades en 10 sectors pastorals (secteurs pastoraux).

## Història

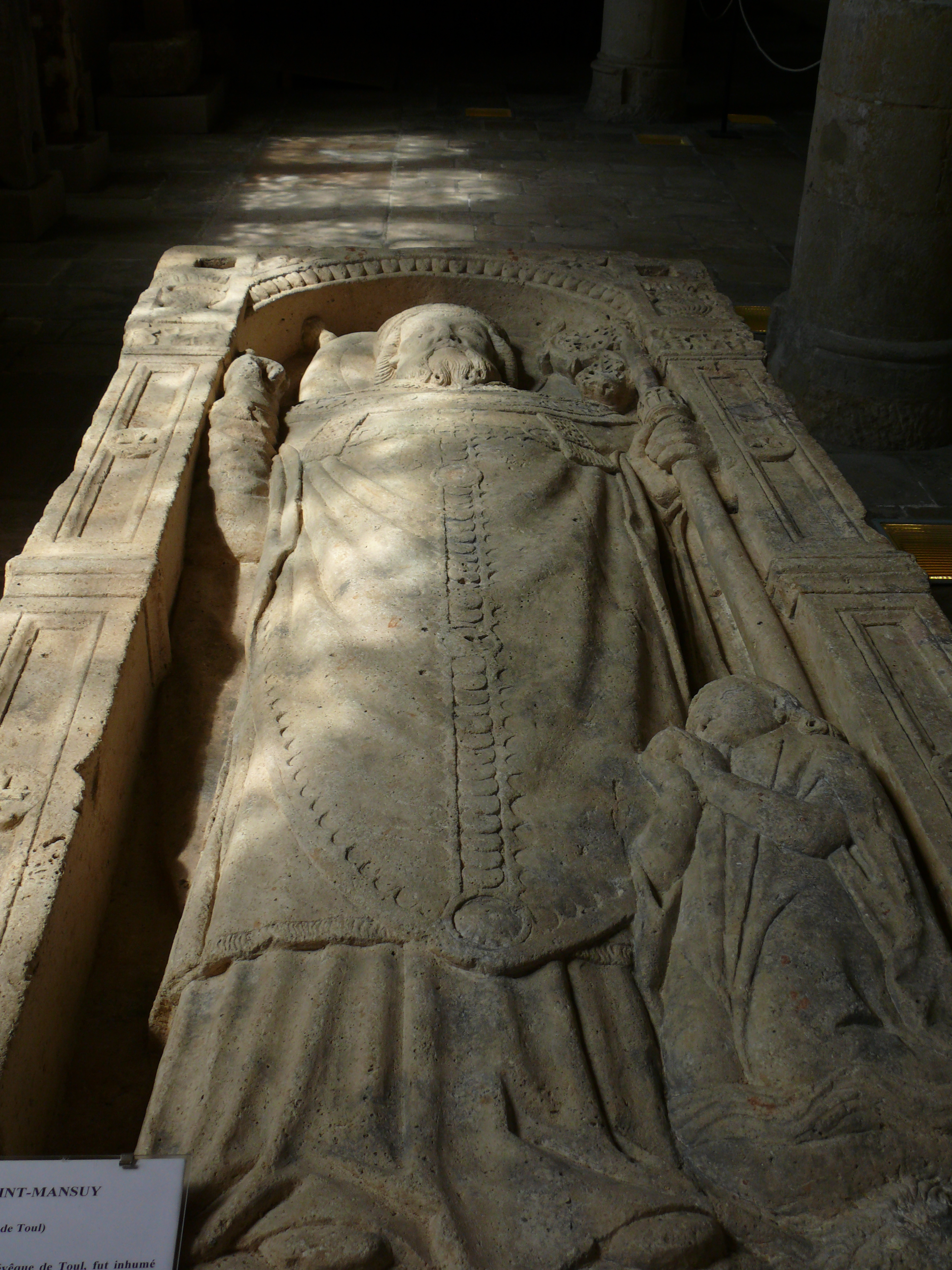
Tomba de Sant Mansuy a la catedral de Toul)

### La Diòcesi de Toul
La diòcesi de Toul, creada per sant Mansuy el 338 per a la tribu dels leuques a la província romana de la Belgica prima, i després integrada al Regne de Lotaríngia sota la influència germànica, depenia de la província eclesiàstica de l'arxidiòcesi de Trèveris.
El seu territori era, amb diferència, el més important i el més ric de l'Alta Lorena. També era una terra monàstica, en particular un focus actiu de la reforma benedictina de finals del segle viii i del xi. A part de Toul i el seu suburbium incloïa les efímeres abadies de Saint-Germain i Saint-Martin al Mosa, els monestirs de Saint-Pient à Moyenvic, d'Enfonvelle, de Poulangy, Varennes-en-Argonne i Montier-en-Der, gradualment desapareguts per a la seu de Toul, les abadies en Bonmoutier, Senones, Moyenmoutier i Saint-Dié. Durant i després del període otonià marcat per les canongesses d'Andlau a Étival i les canongesses de Remiremont, les institucions canòniques es multiplicaren, de vegades prenent després abadies benedictines secularitzades després de la regressió de l'observança.
A principis del segle xv, la diòcesi incloïa 23 deganats i 680 parròquies; a principis del segle xviii TENIA 25 deganats, 761 parròquies i 233 annexos. Es va dividir durant molt de temps en sis ardiaconats :
- Toul, on es troba la catedral de Sant Esteve
- Port (actual Saint-Nicolas-de-Port), amb la seva prestigiosa basílica de sant Nicolau, d'on depenien Nancy i la seva primacial
- Vôge
- Vittel, que es va dividir en 5 deganats : doyennés: le Saintois, Neufchâteau, Châtenois, Bourmont, Vittel
- Reynel
- Ligny.
En una diòcesi tan vasta com la de Toul, en un moment en què les comunicacions eren difícils, el bisbe rarament visitava les diverses parròquies sota la seva jurisdicció (la visita pastoral). Va ser assistit en la seva administració per ardiaques i degans: cada any, en tornar del gran sínode o sínode diocesà que va tenir lloc al cor de la catedral de Toul el dimecres abans de Pentecosta, que celebrava el sínode deganal o rural, es comunicava després als sacerdots les instruccions del bisbe i se'ls lliuraven els Sants Olis.

### El bisbat de Nancy
El desig dels ducs de Lorena i Bar per crear un bisbat nacional per enfortir la seva independència de França s'havia reunit amb l'oposició dels sobirans francesos (notablement en 1721). La Lorena i Barrois es van convertir en francesos el 1766, erigint-se la diòcesi de Nancy el 19 de novembre de 1777 per la butlla Ad universam agri del Papa Pius VI en detriment de l'antic bisbat de Toul.
La diòcesi de Toul va ser desmembrada per formar les tres diòcesis de Toul, Nancy i Saint-Dié, encara sufragànies de Trier. La nova diòcesi de Nancy prengué com a catedral la primacial de Lorena a Nancy.

### Els bisbes durant la revolució
Després de la Revolució, el Papa Pius VII i el primer cònsol Bonaparte va arribar a la conclusió del Concordat de 1801 per restaurar el culte a França. Amb la butlla Qui Christi Domini del 29 de novembre de 1801, les diòcesis es van reorganitzar en només seixanta seus, 10 arquebisbats. El Concordat, eliminar antics límits eclesiàstics, va crear una nova diòcesi de Nancy sufragània de Besançon i coincidentr amb els tres departaments de Lorena: la Meurthe, el Mosa i el Vosges, eliminant les diòcesis de Toul, Saint-Die i Verdún.

### El bisbat de Nancy-Toul
Sota la Restauració francesa, el nou concordat de l'11 de juny de 1817 preveia restaurar les diòcesis antigues, que es va dur a terme entre 1822 i 1824 dins dels límits departamentals, la diòcesi de Nancy abastava l'únic departament de Meurthe, prenent el nom de Nancy i Toul pel breu apostòlic del 20 de febrer de 1824.
En 1858, una petició va ser enviada a Napoleó III per establir a Nancy com una "seu metropolitana" i, per tant, ja no depenia de Besançon. Els arguments presentats van ser històrics (la importància de l'antiga capital dels ducats de Lorena i Bar) i geogràfica: Verdun, Metz, fins i tot Nancy, estan molt lluny de Besançon. La demanda no va tenir efecte.
La diòcesi va ser redefinida en els límits del departament de Meurthe-et-Moselle el 1873, després del Tractat de Frankfurt, i va conservar aquesta configuració després de l'annexió de les províncies perdudes després de la Primera Guerra Mundial.
El 10 d'octubre de 1988 la diòcesi de Nancy va tenir el privilegi de donar la benvinguda al papa Joan Pau II en el seu viatge apostòlic cap a l'est de França (Estrasburg, Metz, Nancy). Un discursva ser dirigit als participants del Sínode Diocesà a la Catedral-Primària de Nancy. Després, una celebració de la Paraula, amb una homilia del Papa, va tenir lloc a la plaça Carnot. Joan Pau II, un ciutadà polonès, va poder reunir-se a l'antiga capital del duc Stanislaus Leszczynski, antic rei de Polònia.

#### Confirmació del privilegi litúrgic del superhumeral

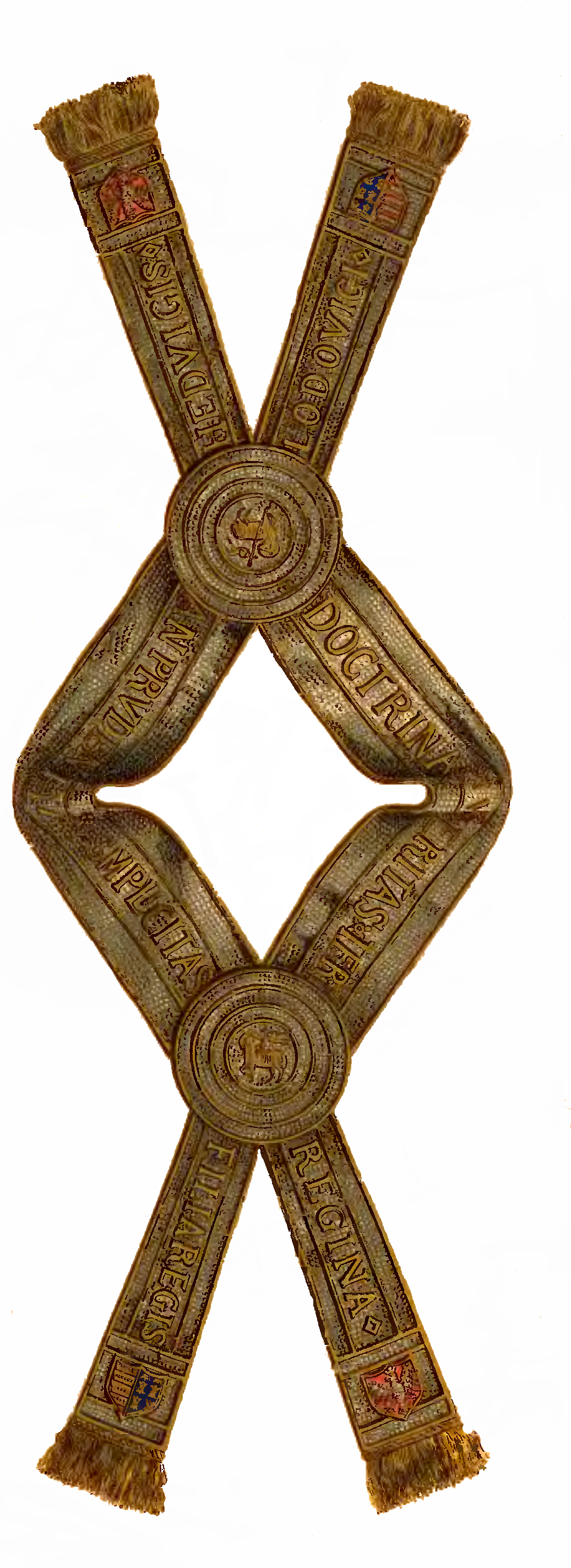
Superhumeral de Cracòvia

El bisbe de Toul va ser degà de la província de Trier i, com insígnia d'aquesta dignitat, quan oficiava pontificalment, un ornament anomenat superhumeral (superhumeralis), una mena de pal·li cobert de pedres precioses que només ell entre tots els bisbes de l'església llatina estava decorada. El Concordat de 1802 que va abolir els antics privilegis, algunes persones es cregueren autoritzades a revocar el dret del bisbe de Nancy i Toul per vestir el surhumeral sense una nova autorització. Per dissipar escrúpols, monsenyor Charles Martial Allemand Lavigerie va aconseguir del papa Pius IX, el 16 de març de 1865 pel cardenal Patrizi, prefecte de la Sagrada Congregació dels Ritus, el següent breu:
| « | Entre d'altres ornaments usats pel bisbe de Toul quan celebra pontificalment és l'anomenat surhumeral perquè es troba sobre les espatlles del bisbe que celebra, i es porta de manera que s'assembla a una àmplia estola adornada amb franges que giren al voltant de les espatlles, amb dos maniples que pengen al davant i darrere, i en cada espatlla, en forma d'escut rodó, carregat amb pedres precioses. Els més greus autors mostren que el bisbe de Toul va utilitzar aquest ornament per prop de vuit segles. La tradició fins i tot informa que aquest privilegi es va concedir al bisbe de Toul pel Papa Sant Lleó IX, que tot altre elevat al Sobirà pontificat va mantenir l'administració de la diòcesi de Toul. Charles Martial Allemand Lavigerie, bisbe de Nancy i Toul, amb el desig de mantenir el privilegi únic del bisbe de Toul entre bisbes llatins, fins i tot després de la restauració dels ritus de la Santa Romana Església en la seva diòcesi, ha demanat humilment al nostre sant Senyor Papa Pius IX per retenir el privilegi esmentat. Però Sa Santedat, tenint especialment en compte a l'antiguitat de l'ornament en qüestió, dirigit pel bisbe de Toul, en l'informe subscrit del Secretari de la Sagrada Congregació de Ritus, ha dignat per gràcia especial serà donada com un exemple, permet que quan el Bisbe de Nancy i Toul celebrar de pontifical, es pot fer ús de l'esmentada orrnement tot i qualsevol oposició. | » |
| — Abat Pierre-Étienne Guillaume, El superhumeral: prerrogativa secular dels únics bisbes de Toul, entre els llatins, a causa de l'antiguitat de la seva església, Nancy, impr. Vve Raybois, 1865, 7 p. | |   |

## Episcopologi
- Louis-Apollinaire de La Tour du Pin-Montauban † (15 de desembre de 1777 - 15 de juliol de 1783 renuncià)
- François de Fontanges † (18 de juliol de 1783 - 15 de desembre de 1787 renuncià)
- Anne-Louis-Henri de La Fare † (17 de desembre de 1787 - 8 de novembre de 1816 renuncià)[6]
- Antoine-Eustache d'Osmond † (9 d'abril de 1802 - 27 de setembre de 1823 mort)
- Charles-Auguste-Marie-Joseph Forbin-Janson † (3 de maig de 1824 - 11 de juliol de 1844 mort)
- Alexis-Basile-Alexandre Menjaud † (11 de juliol de 1844 - 26 de setembre de 1859 nomenat arquebisbe de Bourges)
- Georges Darboy † (26 de setembre de 1859 - 16 de març de 1863 nomenat arquebisbe de París)
- Charles-Martial-Allemand Lavigerie † (16 de març de 1863 - 27 de març de 1867 nomenat arquebisbe d'Alger)
- Joseph-Alfred Foulon † (27 de març de 1867 - 30 de març de 1882 nomenat arquebisbe de Besançon)
- Charles-François Turinaz † (30 de març de 1882 - 19 d'octubre de 1918 mort)
- Charles-Joseph-Eugène Ruch † (19 d'octubre de 1918 - 1 d'agost de 1919 nomenat bisbe d'Estrasburg)
- Hippolyte-Marie de La Celle † (18 de desembre de 1919 - 27 d'agost de 1930 mort)
- Etienne-Joseph Hurault † (23 de desembre de 1930 - 7 d'abril de 1934 mort)
- Marcel Fleury † (24 de desembre de 1934 - 16 d'agost de 1949 mort)
- Marc-Armand Lallier † (26 de setembre de 1949 - 28 de setembre de 1956 nomenat arquebisbe de Marsella)
- Emile-Charles-Raymond Pirolley † (26 de gener de 1957 - 29 de juny de 1971 mort)
- Jean Albert Marie Auguste Bernard † (7 de gener de 1972 - 30 de novembre de 1991 jubilat)
- Jean-Paul Maurice Jaeger (30 de novembre de 1991 - 12 d'agost de 1998 nomenat bisbe d'Arràs)
- Jean-Louis Henri Maurice Papin, des del 3 de setembre de 1999

## Estadístiques
A finals del 2016, la diòcesi tenia 675.086 batejats sobre una població de 745.398 persones, equivalent al 90,6% del total.
| any  | població | població | població | sacerdots | sacerdots       | sacerdots       | sacerdots             | diaques | religiosos | religiosos | parròquies |
| ---- | -------- | -------- | -------- | --------- | --------------- | --------------- | --------------------- | ------- | ---------- | ---------- | ---------- |
| any  | batejats | total    | %        | total     | clergat secular | clergat regular | batejats por sacerdot | diaques | homes      | dones      |            |
| 1970 | 650.000  | 705.413  | 92,1     | 699       | 624             | 75              | 929                   |         | 107        | 1.279      | 660        |
| 1980 | 669.000  | 731.000  | 91,5     | 600       | 540             | 60              | 1.115                 |         | 109        | 961        | 644        |
| 1990 | 662.000  | 726.000  | 91,2     | 487       | 452             | 35              | 1.359                 | 2       | 61         | 795        | 646        |
| 1999 | 673.000  | 736.000  | 91,4     | 369       | 338             | 31              | 1.823                 | 12      | 36         | 605        | 356        |
| 2000 | 662.130  | 712.742  | 92,9     | 374       | 334             | 40              | 1.770                 | 12      | 42         | 580        | 358        |
| 2001 | 652.130  | 712.742  | 91,5     | 360       | 321             | 39              | 1.811                 | 11      | 40         | 543        | 241        |
| 2002 | 652.130  | 713.779  | 91,4     | 332       | 304             | 28              | 1.964                 | 13      | 30         | 535        | 211        |
| 2003 | 653.000  | 713.555  | 91,5     | 334       | 305             | 29              | 1.955                 | 18      | 31         | 502        | 211        |
| 2004 | 655.000  | 713.779  | 91,8     | 316       | 278             | 38              | 2.072                 | 18      | 40         | 500        | 211        |
| 2013 | 672.000  | 755.200  | 89,0     | 186       | 168             | 18              | 3.612                 | 22      | 19         | 359        | 55         |
| 2016 | 675.086  | 745.398  | 90,6     | 174       | 157             | 17              | 3.879                 | 22      | 23         | 348        | 55         |